# Балканско буре барута
Буре барута Европе или Балканско буре барута јесте назив који коришћен за Балкан почетком 20. века пре Првог светског рата. Постојале су многе преклапајуће претензије на територије и сфере утицаја између великих европских сила као што су Руска Империја, Аустроугарска, Немачко царство и, у мањој мери, Отоманско царство, Уједињено Краљевство и Краљевина Италија.
Поред империјалистичких амбиција и интереса у овом региону, дошло је до раста национализма код аутохтоних народа овог региона што је довело до формирања независних држава Грчке, Србије, Црне Горе, Бугарске, Румуније и Албаније.

## Иредентизам на Балкану и велике силе
Унутар ових нација постојали су покрети за стварање „већих“ нација, а то је проширење граница државе изван оних подручја у којима је национална етничка група била у већини (иредентизам). То је довело до сукоба између нових независних нација и царства из којег су се одвојиле, Османског царства. Поред тога, то је довело до разлика између балканских народа који су желели да освоје територију на рачун својих суседа. И сукоби са Отоманским царством и између балканских народа довели су до Балканских ратова 1912–1913. године.
На другачији начин, идеологија панславизма на Балкану је стекла популарност; покрет изграђен око њега у региону тежио је да уједини све Словене Балкана у једну нацију, Југославију. То би, међутим, захтевало унију неколико балканских држава и територије која је била део Аустроугарске. Због тога се панславизму оштро противила Аустроугарска, док га је подржавала Русија која је себе сматрала вођом свих словенских народа.
У годинама које су претходиле Првом светском рату, постојао је сплет савеза великих сила, како формалних тако и неформалних, јавних и тајних. Након Наполеонових ратова постојала је "равнотежа снага" да би се, у теорији, спречили велики ратови. Ова теорија је сматрала да би супротстављене комбинације сила у Европи биле равномерно усклађене, што би значило да би било који општи рат био превише скуп да би било која нација ризиковала да уђе. Овај систем је почео да се распада како је Османско царство, које је виђено као контрола руске моћи, почело да се распада, и када је Немачка, која је била лабава конфедерација мањих држава, уједињена у велику силу. Ове промене су довеле до престројавања власти и интереса.

Сви ови фактори, и многи други, склопили су се да доведу до Првог светског рата. Као што инсинуира назив „буре барута Европе“, Балкан није био главно питање у рату, већ је био само катализатор који је довео до експлозије. Немачки канцелар крајем 19. века, Ото фон Бизмарк, тачно је предвидео да ће то бити извор великих сукоба у Европи.
Буре барута је „експлодирало” што је, по многим историчарима, изазвало Први светски рат, који је почео сукобом између царске Аустроугарске и пансловенске Србије. Надвојводу Франца Фердинанда од Аустрије, члана аустријске краљевске породице, убио је Босанац српског порекла, члан покрета Млада Босна. Аустроугарска је тада поставила Србији ултиматум са намером да је крајњим захтевима изазове на рат. Влада Србије је уздржано прихватила све услове ултиматума, осим услова број шест који је захтевао да се Аустроугарска укључи у српску судску истрагу о атентату.
Србија је наговестила да би то било противуставно и да би представљало кршење њеног суверенитета, а Аустроугарска је то искористила као касус бели за инвазију на Србију. Уз пуну подршку Немачке, Аустроугари су делимично мобилисали своју војску против Србије, која је већ почела да се мобилише пре него што је одговорила на аустроугарски јулски ултиматум. Русија је тада почела да се мобилише у подршку Србији, иако није била обавезана уговором да то учини. Због система европских савеза, то је довело до низа ескалације аустријских и руских мобилизација и на крају су Британија и Француска такође морале да се мобилишу и објаве рат.